# 橄榄球之恋
《橄榄球之恋》（英語：The Game）是由玛拉·阿基尔原创，凯尔塞·格拉玛担任制片的美国喜剧剧情电视剧。该剧首映于2006年10月1日，是CW电视台在黄金时段首播的唯一一部新喜剧连续剧。作为该电视网播出的第一年，该剧同《Runaway》是仅有的两部非继承于其前身WB电视台和联合派拉蒙电视网（UPN）的电视剧。该剧是UPN/CW长寿喜剧《女友們》的衍生剧。
2009年5月，在播出三季后，CW电视台取消了该剧。黑人娱乐电视台同《橄榄球之恋》的制作公司哥伦比亚广播公司签订协议，继续制作该剧，并将拍摄地点从洛杉矶搬到了亚特兰大，并于2010年4月宣布续订该剧。2011年1月11日，该剧第四季开播，收视人数达到了创纪录的770万人。2014年10月6日，BET宣布续订该剧第九季，同时宣布这将是最终一季。